# Abdüllatif Şener
Pour les articles homonymes, voir Şener.
Abdüllatif Şener, né le 26 avril 1954 dans le village d'Emirler (tr) (Turquie), est un homme politique turc, ministre des Finances de 1996 à 1997, vice-Premier ministre (tr) de 2002 à 2007 et député de 1991 à 2007 puis depuis 2018.
Il est membre du Parti de la justice et du développement (AKP) puis du Parti républicain du peuple (CHP).